# فرانسيس دوروثي كارترايت
فرانسيس دوروثي كارترايت (بالإنجليزية: Frances Dorothy Cartwright)‏ (28 أكتوبر 1780، نوتنغهامشير في المملكة المتحدة - 13 يناير 1863، برايتون في المملكة المتحدة)؛ كاتِبة وشاعرة بريطانية.